# Jan-Willem Anker
Jan-Willem Anker (Rotterdam,  22 maart 1978) is een prozaschrijver, dichter. Tussen 2004 en 2008 was hij redacteur en programmamaker bij Poetry International.

## Leven
Jan-Willem Anker werd geboren in Rotterdam en groeide op in Krimpen aan de Lek en Oosterhout. Hij studeerde literatuurwetenschap aan de Universiteit Utrecht en Slavische talen en culturen aan de Universiteit Leiden.
Hij werkte enige jaren als programmamaker bij Poetry International. Anker begeleidde studenten op de Schrijversvakschool, de Gerrit Rietveld Academie, ArtEZ, de Hogeschool voor de Kunsten in Arnhem en cultuurcentrum CREA. Ook werkte hij mee aan o.a. Bunker Hill, DWB, De Reactor, De Poëziekrant, Rottend Staal en De Gids. Sinds 2019 is hij als redacteur verbonden aan het Nederlandse internetdomein van Poetry International.

## Werk
Jan-Willem Anker debuteerde in 2005 met de dichtbundel Inzinkingen, die werd bekroond met de Jo Peters Poëzieprijs. Na de bundels Donkere arena (2006) en Wij zijn de laatste geliefden in de wereld (2009) publiceerde hij in 2012 zijn eerste roman Een beschaafde man en in 2017 zijn tweede roman Vichy. In 2019 verscheen na jaren weer een dichtbundel van zijn hand, Ware aard. Ook werden diverse gedichten van hem opgenomen in verschillende anthologieën.
Bovendien zijn gedichten van Jan-Willem Anker door Tom Schulz in het Duits vertaald en in Duitse bloemlezingen verschenen.

## Prijzen
- Jo Peters Poëzieprijs (2006) voor Inzinkingen